# Protokol o těkavých organických sloučeninách
Protokol k Úmluvě o dálkovém znečišťování ovzduší přesahujícím hranice států z roku 1979 o kontrole emisí těkavých organických sloučenin nebo jejich toků přesahujících hranice států (známý jako Protokol o těkavých organických sloučeninách nebo Protokol VOS) je protokol k Úmluvě o dálkovém znečišťování ovzduší přesahujícím hranice států, jehož cílem je zajistit kontrolu a snížení emisí těkavých organických sloučenin za účelem snížení jejich přeshraničních toků tak, aby bylo chráněno lidské zdraví a životní prostředí před nepříznivými vlivy. Protokol byl uzavřen v Ženevě ve Švýcarsku.
Otevřeno k podpisu –⁠ 18. listopadu 1991
Vstoupil v platnost – 29. září 1997
Strany – (24) Belgie, Bulharsko, Česko, Dánsko, Estonsko, Finsko, Francie, Chorvatsko, Itálie, Lichtenštejnsko, Litva, Lucembursko, Maďarsko, Monako, Německo,  Nizozemsko, Norsko, Rakousko, Severní Makedonie, Slovensko, Spojené království, Španělsko, Švédsko, Švýcarsko
Země, které podepsaly, ale ještě neratifikovaly – (6) Evropská unie, Kanada, Portugalsko, Řecko, Spojené státy americké, Ukrajina